# 棕榈花竞技会
柏馬科亞體育會（西班牙語：Club Atlético Palmaflor），常稱「棕櫚花體育會」或「棕櫚競技」，也稱「基亞科約棕櫚花」以別於其他以「棕櫚花」為名的球會，是玻利維亞科恰班巴省基亞科約市的足球俱樂部，2008年9月10日成立，自2020年起參加玻利甲。隊名「Palmaflor」在西班牙語中意為「棕櫚花」。
1. ↑  . 雷速體育.   [2024-04-25]. （原始内容存档于2024-04-25）.